# سیزده (فیلم ۱۳۹۱)
سیزده فیلمی به کارگردانی هومن سیدی و تهیه‌کنندگی سعید سعدی دومین فیلم بلند او ساختهٔ سال ۱۳۹۲ است.

## خلاصه داستان
بمانی پسر ۱۳ ساله‌ای است در سن رشد، که پدر و مادرش در آستانهٔ جدا شدن هستند. مادر خانه را ترک می‌کند و پدر غرق در کار است. بمانی به دلیل تنهایی و عقده‌هایی که برایش به وجود آمده به جوان‌های بزرگتر از خودش پناه می‌برد و این باعث تغییر و تحولی در وی می‌شود که هویت واقعی و اصلی او را تغییر می‌دهد. درست وقتی که این پسر باید به ثبات شخصیتی برسد با افرادی بُر می‌خورد و با آنها وارد ماجراهایی می‌شود که باعث بروز اتفاقاتی در زندگی‌اش می‌شود…

## بازیگران
| بازیگر         | نقش        | توضیحات                              |
| -------------- | ---------- | ------------------------------------ |
| امیر جعفری     | بردیا لطفی | پدر بمانی/شوهر مهری                  |
| ریما رامین فر  | مهری       | مادر بمانی/همسر بردیا                |
| آزاده صمدی     | سامی/ساقی  | دختر ولگرد                           |
| نوید محمدزاده  | مجید       | دوست سامی و آرش                      |
| امیر جدیدی     | آرش        | دوست سامی و مجید                     |
| یسنا میرطهماسب | بمانی لطفی | پسر مهری و بردیا                     |
| بیژن سراج      | فرهاد سیاه | ساقی مواد مخدر                       |
| علی ملاقلی‌پور  | رپر        | رپر روی پشت بام                      |
| ویشکا آسایش    |            | همسایه بمانی                         |
| مهران احمدی    |            | مامور کلانتری                        |
| هومن سیدی      |            | همسر همسایه‌ی بمانی                   |
| صابر ابر       |            | صدای بازیگر در فیلم بدون حضور فیزیکی |

## جوایز
- جایزه ویژه هیئت داوران بهترین کارگردانی برای هومن سیدی از سی و دومین جشنواره فیلم فجر ۱۳۹۲
- دیپلم افتخار بهترین بازیگر نقش مکمل مرد برای امیر جدیدی از سی و دومین جشنواره فیلم فجر ۱۳۹۲
- نامزد دریافت جایزه بهترین فیلم در بخش نگاه نو در سی و دومین جشنواره فیلم فجر ۱۳۹۲
- نامزد دریافت جایزه بهترین کارگردانی برای هومن سیدی در بخش نگاه نو سی و دومین جشنواره فیلم فجر ۱۳۹۲
- نامزد دریافت جایزه بهترین فیلمنامه در بخش نگاه نو سی و دومین جشنواره فیلم فجر ۱۳۹۲
- جایزه نتپک بهترین فیلم آسیایی از جشنواره بین‌المللی فیلم ورشو لهستان ۲۰۱۴
- جایزه بهترین کارگردانی از جشنواره فیلم پوسان کره جنوبی ۲۰۱۴
- جایزه بهترین فیلمبرداری از جشنواره بین‌المللی فیلم شانگهای ۲۰۱۴
- جایزه بهترین فیلم از جشنواره بین‌المللی فیلم شانگهای ۲۰۱۴